# Strangalia guindoni
Strangalia guindoni är en skalbaggsart som beskrevs av Giesbert 1989. Strangalia guindoni ingår i släktet Strangalia och familjen långhorningar.
Artens utbredningsområde är Costa Rica. Inga underarter finns listade i Catalogue of Life.